# King's Tide
«King's Tide» (conocido en Hispanoamérica como La marea de King y en España como La marea de Rey) es el episodio 21 y el final de temporada de la segunda temporada de la serie de televisión animada The Owl House, y el episodio 40 de la serie en general. El episodio fue dirigido por Bridget Underwood, y el guion para televisión fue escrito por Zach Marcus y Dana Terrace, a partir de una historia de Terrace, Emmy Cicierega, Mikki Crisostomo, Madeleine Hernandez, Marcus y John Bailey Owen.
El episodio se estrenó el 28 de mayo de 2022 en Disney Channel y obtuvo 0,25 millones de espectadores cuando se estrenó. Recibió elogios casi universales, con elogios por su tono, peso emocional, suspenso, animación y su cliffhanger.

## Trama
Continuando con «Clouds on the Horizon», King tiene un sueño en el que escucha al Emperador Belos y al Coleccionista discutiendo, y este último enojado porque aún no ha sido liberado del espejo en el que está atrapado. En una aeronave, Amity, Alador, Hunter y Gus están frustrados y comienzan a discutir entre ellos por el hecho de que Belos se llevó a Luz Noceda. Willow, para detener la discusión, ordena a los taliamigos que traigan una caja de comida para asegurarse de que todos en la aeronave puedan comer. King aprende una lección de Willow: «Siempre hay una manera de ayudar, y todo lo que tienes que hacer es descubrir cómo».
Mientras tanto, Belos da un discurso al público en general. Los jefes del Aquelarre Contra el Trono proceden a perseguir a Belos en el podio, con Eda Clawthorne preparándose para disfrazarse de Raine Whispers, quien es el líder del Aquelarre de Bardos. Después de un momento emotivo y romántico entre Eda y Raine, Eda, disfrazada de Raine, va hacia Belos con el resto de los jefes de aquelarres, reuniéndose a su alrededor en un círculo. Belos confiesa que había cambiado el arreglo, haciendo que Darius Deamonne cambiara de posición para que Eda estuviera entre Adrian Vernworth y Terra Snapdragon. Luego, procede a dibujar sigilos en el suelo, comenzando una ceremonia. Belos se despide de las Islas Hirvientes y se teletransporta a un lugar donde reside el Coleccionista. Belos le revela que no lo liberará de su prisión, debido a que solo tiene suficiente sangre del Titán para un viaje de ida al Reino Humano. En un estado infantil, el Coleccionista hace una rabieta por este hecho. Kikimora entra de repente con quien creen que es Hunter, pero en realidad es Luz bajo un hechizo de ilusión. Kikimora le ruega a Belos de ser su asistente personal debajo de él, pero Belos se niega. Luego, se va a tirar el espejo en el que está atrapado el Coleccionista a un pozo, antes de ir a pelear con Luz.
Mientras tanto, la aeronave se estrella contra el suelo después de que los Guardias de aquelarre ordenan a los abomatones que la ataquen. Al mismo tiempo, Eda intenta interrumpir la ceremonia, pero los otros jefes de aquelarres se dan cuenta de que «Raine» es una Eda disfrazada y la detienen. Cuando se encuentra con Raine, se ven obligados a participar en la ceremonia para continuarla. Belos es atacado por Luz, pero logra esquivar los ataques. Sin embargo, queda impresionado por la magia de Luz y le propone unirse a él. Luz está disgustada por el trato y se niega. En respuesta, Belos comienza a convertir a Luz en piedra. Luz procede a encontrar un guante de sigilo y le dice a Belos que la era de cazadores de brujas en el Reino Humano ha terminado. En el último segundo, ella propone un trato en el que será la guía de Belos en el Reino Humano si perdona a sus amigos. Belos acepta el trato y detiene la petrificación, haciendo que Luz vuelva a la normalidad. Mientras se dan la mano, Luz marca a Belos con un sigilo y comienza a perder el conocimiento.
Comienza la ceremonia y todos los jefes del aquelarre comienzan a perder su magia. Mientras tanto, King se despierta de estar inconsciente y descubre que la gente de la aeronave está luchando contra los abomatones. Después de luchar durante un tiempo, proceden a correr hacia la ceremonia, donde han logrado encontrar a todos los jefes de aquelarres inconscientes. Eda se despierta y lo lleva a donde está Luz junto con el resto de la tripulación de la aeronave. Belos se convierte en un monstruo extremadamente salvaje y fuerte y comienza a atacar a Luz. Tan pronto como Belos atrapa a Luz, Willow lanza algunas enredaderas para sujetarlo. King es llevado a otra habitación donde está Kikimora, quien revela que la única forma de detener a Belos es liberar al Coleccionista. King acepta intentar completar esta tarea. Mientras tanto, se produce una pelea entre Belos y la tripulación de la aeronave. Momentáneamente, Belos se convierte en humano, lo que provoca una respuesta similar a la del trastorno por estrés postraumático de Hunter.
Una vez que King y Kikimora ven el espejo que guarda al Coleccionista, este último reconoce al primero como el hijo del Titán y le pregunta si quiere jugar al escondite. Sin embargo, King intenta preguntarle al Coleccionista si quiere detener a Belos y el hechizo de drenaje. Después de negarse, el Coleccionista finalmente acepta la oferta después de que King disfraza la oferta como un juego llamado «The Owl House». King finalmente libera al Coleccionista del espejo, quien ataca a Belos y lo salpica contra la pared, convirtiéndolo en una sustancia pegajosa. Luz y sus amigos también intentan convencer al Coleccionista de jugar a «The Owl House», quien acepta poner fin al eclipse moviendo la luna. Luego, comienza a remodelar el mundo debido a que afirma que, si van a jugar «The Owl House», necesitan una Casa búho. El portal se abre de repente y Willow se da cuenta de que es su única forma de escapar del Coleccionista, para consternación de Luz, quien no quiere dejar atrás las Islas Hirvientes y Eda. Los amigos de Luz corren hacia el portal y un trozo de los restos de Belos cae sobre el hombro de Hunter. Se descubre que el portal se está derrumbando, y la puerta planea cerrarse en cualquier momento. Al mismo tiempo, el Coleccionista esencialmente secuestra a King para jugar con él a «The Owl House», y Luz intenta rescatar a King. King finalmente se niega y se sacrifica gritando una onda de sonido a Luz, empujándola a través de la puerta, y el portal se cierra detrás de ellos. Luz y sus amigos caminan hacia la casa de Camila, para sorpresa de esta última. Luz anuncia que ha vuelto de las Islas Hirvientes. En una escena posterior a los créditos, los restos de Belos que siguieron a Hunter al Reino Humano cobran vida y cierran la puerta de la choza donde se guardaba el portal.

## Recepción crítica
Lee Arvoy, escritor de TV Source Magazine, escribió una crítica muy positiva para el episodio, citando que el episodio fue un gran final de temporada y que había sido un episodio emotivo. Junto con esto, Arvoy elogió el suspenso provocado por los habitantes restantes de las Islas Hirvientes, la exploración del trauma de Hunter y Luz sostenido desde el Día de la Unidad y un sentimiento general de nerviosismo y ansiedad sobre el futuro de los personajes de la serie.
Jade King, escritora del sitio web de cultura pop TheGamer, también escribió una crítica muy positiva sobre el episodio, conectando la serie en sí misma con el programa Amphibia de Disney Channel, diciendo que «King's Tide» era similar al final de la segunda temporada de Amphibia, «True Colors». King escribiría que el episodio había impulsado el medio para la televisión infantil, diciendo que el episodio tenía «desarrollos de historias audaces, momentos de personajes audaces y un tema que es mucho más pesado de lo esperado para el grupo demográfico... [entregó] un final que superó todas las expectativas». Junto con eso, King también elogio el suspenso provocado por los personajes de la serie, escribiendo que ella personalmente quería que Luz y sus amigos se divirtieran en el Reino Humano después de que Luz sufriera un trauma mental durante los eventos del Día de la Unidad.

## Conexión conAmphibia
En un huevo de Pascua que indica un universo compartido, la protagonista de Amphibia, Anne Boonchuy, hace un cameo silencioso al final del episodio en una fotografía que acompaña a un artículo que Camila Noceda está leyendo en la tableta de su computadora mientras cocina, que dice «¿¿Una chica perdida en la tierra de las ranas?? ¿¿Engaño??».